# 교향곡 7번 (쇼스타코비치)
드미트리 쇼스타코비치 교향곡 7번 다장조 Op. 60은 레닌그라드라는 별명이 있다. 레닌그라드에서 시작되어 1941년 12월 사마라 시(당시 Kuybyshev로 알려짐)에서 완성되었으며 1942년 3월 5일 그 도시에서 초연되었다. 처음에는 레닌에게 헌정되었지만, 결국에는 포위된 도시 레닌그라드를 기리기 위해 받쳐졌으며, 그곳에서 1942년 8월 9일 독일군과 핀란드 군이 포위하는 동안 끔찍한 상황에서 처음 연주되었다. 레닌그라드는 사마라에서 악보를 마이크로필름으로 촬영하고 테헤란 과 카이로를 통해 뉴욕으로 은밀하게 전달한 덕분에 곧 소련 과 서방에서 파시즘과 전체주의에 대한 저항의 상징으로 유명해졌다. 토스카니니는 방송 공연을 이끌었고(1942년 7월 19일) Time 잡지는 쇼스타코비치를 표지에 실었다. 그 인기는 1945년 이후 다소 시들었지만, 이 작품은 여전히 제2차 세계 대전에서 목숨을 잃은 2,700만 소비에트 사람들에 대한 주요 음악적 유언으로 간주되고 있으며, 종종 레닌그라드 공동묘지에서 연주되고 있다.

## 길이와 형태

#### I. 알레그레토
이것은 수정된 소나타 형식이며 약 30분 동안 지속된다. 일반적으로 대조되는 두 가지 주제가 있지만 개발 섹션은 없으며 '침략' 주제로 대체된다. 모든 현이 연주하고 나중에는 목관 악기로 메아리치는 장엄한 주제로 시작된다. 주제는 현의 옥타브 길이와 함께 작품의 첫 번째 순간을 통해 높낮이가 높아진다. 겉보기에는 라벨의 볼레로 구조와 비슷하지만, 행진곡은 프란츠 레하르의 메리 위도우 후반부 Da geh' ich zu Maxim 과 쇼스타코비치의 오페라 므첸스크의 레이디 맥베스의 주제에서 따온 것이다. 행진곡은 12번 반복되며 항상 더 크고 강조된다. 다른 악기들은 증가하는 액션과 흥분을 예고하는 저음을 동반한다. 열두 번째 반복이 끝나면 금관악기(특히 트럼펫)가 침략자의 도착을 알리는 새롭고 더 광란적인 주제로 매우 큰 소리로 끼어든다. 통로에는 상승 및 하락 비늘이 차례로 있다. 스네어 드럼이 더 빠른 속도로 뛰고, 금관 악기 사이에서 여러 차례 교환이 일어나며, 위험 사이렌과 유사한 트롬본과 호른의 극적인 작은 스위핑 움직임이 있다. 이것은 다소 느리지만 시끄럽게 울리는 금관 악기와 열광적인 현악기의 경쟁으로 인해 시끄럽고 혼란스러운 악절로 절정에 이른다. 느린 두 부분으로 구성된 섹션이 이어진다. 매우 두드러진 바순 솔로( 클라리넷 솔로 도입)와 현악기로 연주되는 첫 번째 주제의 부드럽고 감동적인 재현이다. 짧은 코다는 솔로 트럼펫과 타악기로 연주되는 침략 주제를 마지막으로 제시한다.

### II. 모데라토(poco allegretto)
교향곡의 가장 짧은 악장이다. 쇼스타코비치는 그것을 스케르초와 서정적 인터메초라고 불렀다. 그것은 현의 조용하고 장난기 있는 주제로 후자의 맥락에서 시작된다. 바이올린 상호 작용의 일부 측면은 푸가를 연상시킨다. 잠시 후 독주 오보에가 곡의 높은 변주를 연주한다. 다른 악기는 몇 분 동안 고유한 곡으로 계속된다. 그런 다음 악장 중간에 목관 악기가 과감하고 날카로운 주제로 끼어들어 금관악기, 현악기, 목관악기가 뒤따른다. 이것은 결국 또 다른 오스티나토이지만 1악장의 침략 주제와는 다른 빠르고 장엄한 구절로 이어진다. 악장의 나머지 3분의 1은 2악장의 시작과 매우 유사하다.

### III. 아다지오
3악장(15~20분)은 2악장과 매우 유사한 구조로 느린 초기 주제, 첫 번째 악장을 연상시키는 더 빠른 중간 섹션, 초기 주제의 요약으로 구성된다. 쇼스타코비치는 다른 곳에서 레닌그라드의 황혼, 거리와 고요한 네바강의 제방을 묘사하기를 희망했다고 말했다. 목관 악기는 느리고 지속되는 음으로 시작하며 호른으로 강조된다. 이 단순한 주제는 종지부를 찍고 바이올린이 연주하는 선언적 주제로 이어진다. 관악기와 금관 악기는 현의 주제를 반복하며 현은 또 다른 짧은 변형으로 이어진다. 이것은 더 빠르고 치열한 통로로 직접 전환된다. 바이올린은 악장의 오프닝 테마와 함께 돌아온다. 이것은 낮은 현의 오스티나토(의도적으로 어색한 "oomph-pah" 모티프)가 깔린 다소 광란적인 악절로 구성된다. 이것은 첫 번째 악장을 불러일으키는 시끄러운 전개 섹션으로 이어진다. 그러나 악절은 목관악기가 원래 주제를 되살리며 처음과 마찬가지로 현이 다시 울려 퍼지면서 빠르게 끝난다. 움직임의 마지막 1/3은 이러한 맥락에서 계속된다.

### IV. 알레그로 논 트로포
이것은 서서히 음높이가 높아지는 현의 조용하고 탐색적인 멜로디로 시작된다. 높은 현은 높은 음을 유지하고 목관 악기에 의해 잠시 연결된다. 낮은 현이 갑자기 빠른 행진곡과 같은 선율을 시작하고 점점 더 열광적인 바이올린과 나머지 오케스트라 단원들의 요점 같은 감탄사에 의해 응답된다. 이 섹션은 몇 분 동안 열광적이다. 짧은 휴식은 높은 현으로 연주되는 반복적인 3음표 숫자와 첼로와 베이스의 슬랩 피치카티로 악센트를 주는 전환 악절의 형태로 제공된다. 느리고 날카로운 악센트가 있는 섹션이 이어진다. 이전 악장, 특히 첫 악장의 주제와 함께 몇 분간의 조용한 예감이 이 지점에서 발생한다. 목관악기는 바이올린이 흉포한 클라이맥스를 이루는 또 다른 친숙한 주제를 이어받을 때까지 이들 중 하나를 기반으로 한다. 교향곡은 C 장조 키로 끝나지만 결코 유쾌하지는 않다. (엄청난 코다는 브루크너의 교향곡 8번 똑같이 거대한 결말과 어느 정도 유사하며, 그 교향곡의 시작 주제가 여기에 인용되기도 한다.) 결말 부근에는 반복적인 진술의 날카로운 삽입이 있어 해피엔딩에 대한 희망을 산산조각낸다. 이전 테마가 돌아오고, 이번에는 힘들게 보강되었으며, 거대한 C 장조 마감은 의기양양하게 카타르시스적이긴 하지만 노골적으로 아이러니하지는 않더라도 모호하다.

## 편성
이 작품은 다음으로 구성된 대규모 오케스트라를 위해 작곡되었다.
| 목관악기 3 플루트 (2nd doubling alto flute; 3rd doubling piccolo) 2 오보에 Cor anglais 3 clarinets in B♭ and A (3rd doubling E-flat clarinet) Bass clarinet 2 Bassoons Contrabassoon Brass 8 Horns 6 Trumpets 6 Trombones Tuba | Percussion 5 Timpani Bass Drum Snare Drum (at least one; two to three recommended) Cymbals Tam-Tam Triangle Tambourine Xylophone Keyboard Piano Strings 2 Harps; and a minimum of: 16 1st Violins 14 2nd Violins 12 Violas 10 Cellos 8 Double basses |